# Dan Quayle
James Danforth Quayle (* 4. února 1947, Indianapolis, Indiana) je americký politik. V době prezidentství George H. W. Bushe byl 44. viceprezidentem USA (1989 – 1993). Byl také členem Sněmovny reprezentantů (1977 – 1981) a poté senátorem za stát Indiana (1981 – 1989).
Quayle se narodil v roce 1947 ve městě Indianapolis. V roce 1974 získal titul doktora práv (Juris Doctor – J.D.) na Indiana University School of Law. Spolu se svou manželkou, Marilyn Tuckerovou, pak ve městě Huntington provozoval vlastní právní praxi. Ve věku 29 let byl zvolený do Sněmovny reprezentantů, v roce 1980 do Senátu.
V roce 1988 si ho tehdejší viceprezident a zároveň nominant Republikánské strany na prezidenta USA, George H. W. Bush, zvolil za svého případného viceprezidenta. Dvojice Bush/Quayle následně porazila demokraty Michaela Dukakise a Lloyda Bentsena.
Jako viceprezident Quayle podnikl oficiální návštěvy 47 zemí a sloužil v úřadu předsedy Národní vesmírné rady (National Space Council). V roce 1992 byl na post viceprezidenta nominován znovu, dvojice Bush/Quayle ale byla poražena demokratickými protikandidáty Billem Clintonem a Al Gorem.
Quayle v roce 1994 publikoval své memoáry. V té době se léčil se zánětem žil a proto nezastával žádnou funkci. V roce 2000 se nejdříve ucházel o republikánskou nominaci na prezidenta, poté ale svou kandidaturu stáhl a podporoval George W. Bushe.

## Funkce viceprezidenta
Dvojice Bush/Quayle vyhrála ve volbách s výsledkem 53 ku 46 %, přičemž získala 40 států a 426 volebních hlasů volitelů.
Quayle si během svého funkčního období vysloužil posměch médií. K tomu přispíval zejména Quaylův sklon k veřejným prohlášením, které si buďto navzájem odporovaly („Holokaust byl v historii našeho národa obscénním obdobím. Ne, ne v období našeho národa, ale ve druhé světové válce. Tedy, všichni jsme v tom století žili. Nežil jsem v tomto století, ale v historii tohoto století“), nebo byly zmatené (V minulosti jsem udělal dobrá rozhodnutí. V budoucnu jsem udělal dobrá rozhodnutí).
Krátce poté, co Bush ohlásil zahájení programu na prozkoumání vesmíru (Space Exploration Initiative), který zahrnoval i přistání lidí na Marsu, Quayle se ve svém vyjádření dopustil řady chybných výroků. Uvedl například, že „Mars je vlastně na stejném orbitu [jako Země] ... Mars je od Slunce vzdálený přibližně stejně, a to je velmi důležité. Viděli jsme fotografie s kanály a vodou. Jestli tam je voda, je tam i vzduch. Když je tam vzduch, můžeme tam dýchat.“